# San Gimignano rosso riserva
Il San Gimignano rosso riserva è un vino DOC la cui produzione è consentita nella provincia di Siena.

## Caratteristiche organolettiche
- colore: rosso rubino più o meno intenso, tendente al granato con l'invecchiamento
- odore: vinoso, delicato
- sapore: asciutto, armonico, di buon corpo, giustamente tannico

## Produzione
Provincia, stagione, volume in ettolitri
- nessun dato disponibile